# Leszczka (rzeka)
Leszczka (dawniej Leśna) – niewielka rzeka V rzędu dorzecza Bugu, prawy dopływ Nurca, o długości 27 km. 
Wypływa w okolicy wsi Kąty i kieruje się na wschód. Przepływa przez miejscowości Malewice i Wygonowo, przecina drogę krajową nr 19, mija miejscowość Solniki i w okolicach wsi Torule wpada do Nurca.
Płynie przez pastwiska w wąskiej dolinie, jest uregulowana. Obszar źródłowy dorzecza zbudowany jest z piasków lodowcowych. Piaszczyste dno z dodatkiem żwiru (5%) i kamieni (10%) pokryte na przeważającej powierzchni warstwą mułu o miąższości około 5 cm.
Dopływ Leszczki: Czarna, długość ok. 23 km.